# 惠民镇 (盐边县)
惠民乡，是中华人民共和国四川省攀枝花市盐边县下辖的一个乡镇级行政单位。2019年12月，撤乡设镇。

## 行政区划
惠民乡下辖以下地区：
新林社区村、德阳村、银河社区村、兴隆社区村、三元村、水库村、和平村、民主村、湾边社区村、偏外社区村、建新社区村、青龙村和跃进村。